# Song Qiwu
Song Qiwu (geboren am 20. August 2001 in der Provinz Sichuan) ist ein chinesischer Skispringer.

## Werdegang
Nach der Vergabe der Olympischen Winterspiele 2022 nach Peking erlernte der vorherige Hürdenläufer Song Qiwu erst im Alter von 17 Jahren das in China bis dahin äußerst unpopuläre Skispringen. Song sagte dazu später: „Bevor ich das Springen lernte, hatte ich in meinem ganzen Leben noch nie Schnee in den Augen gesehen. Die ersten Versuche auf der Vier-Meter-Schanze waren sehr halsbrecherisch. Am Tag nach diesem Training konnte ich nicht aus dem Bett aufstehen. Ich hatte wirklich Angst. Während der ersten Trainingseinheiten dachte ich nur daran, zu überleben.“ Sein Entdecker war der damalige Nationaltrainer Mika Kojonkoski, von dem sich der chinesische Skiverband im Herbst 2021 trennte.
Im Sommer 2021 trat Song erstmals zu Wettbewerben unter dem Dach der Fédération Internationale de Ski an, wobei er am 3. Juli 2021 in Otepää sein Debüt im FIS Cup gab. Zwei Wochen später debütierte er am 17. Juli 2021 in Kuopio auch im Skisprung-Continental-Cup der Sommersaison 2021 und sprang im Einzelwettkampf von der Normalschanze auf den 47. Rang. Am 21. August 2021 erzielte er mit einem 30. Platz in Râșnov seine erste Platzierung in den Continental-Cup-Punkterängen. Am 11. September 2021 nahm Song im russischen Tschaikowski zum ersten Mal am Grand Prix teil und gewann mit einem 29. Platz sogleich erste Wertungspunkte. Zuvor hatte er, wenn auch in Abwesenheit zahlreicher Athleten, im Prolog des Grands Prix überraschend den fünften Platz erreicht.
Im Winter 2021/22 versuchte er sich am 19. November 2021 in Nischni Tagil an der Qualifikation für einen Wettbewerb im Skisprung-Weltcup, in der er wegen eines nicht regelkonformen Sprunganzuges disqualifiziert wurde. Bei den Olympischen Winterspielen 2022 schied er in beiden Einzelwettbewerben in der Qualifikation aus. Im Mixed-Team-Springen wurde er gemeinsam mit Dong Bing, Peng Qingyue und Zhao Jiawen Zehnter und im Teamspringen der Männer zusammen mit Zhen Weijie, Lyu Yixin und Zhou Xiaoyang Elfter.

## Statistik
Grand-Prix-Platzierungen
| Saison | Platz | Punkte |
| ------ | ----- | ------ |
| 2021   | 087.  | 0002   |